# Szczecińskie Przedsiębiorstwo Autobusowe „Dąbie”
Szczecińskie Przedsiębiorstwo Autobusowe „Dąbie” (w skrócie SPAD lub SPA Dąbie) – samodzielna spółka prawa handlowego będąca w całości własnością gminy Miasto Szczecin, będąca w istocie jedną z czterech zajezdni autobusowych obsługujących komunikację miejską. Siedziba spółki mieści się w prawobrzeżnej części miasta przy ul. Struga 10.
Funkcjonuje jako oddzielna spółka od 1 listopada 1999 r., kiedy w życie weszła uchwała Rady Miasta o wydzieleniu jej z MZK Szczecin – podobnie jak Szczecińskie Przedsiębiorstwo Autobusowe „Klonowica”.
Prezesem jest Włodzimierz Sołtysiak.

## Historia
Historia dzisiejszego przedsiębiorstwa SPA Dąbie sięga roku 1978, kiedy to ukończono budowę nowej zajezdni autobusowej z warsztatami, myjnią i pomieszczeniami biurowymi przy ulicy Andrzeja Struga w Szczecinie. Od początku istnienia zajezdni do 30 kwietnia 1991 r. operatorem zajezdni było Wojewódzkie Przedsiębiorstwo Komunikacji Miejskiej. Tego dnia jego następcą stał się Miejski Zakład Komunikacyjny w Szczecinie. 1 listopada 1999 r. z MZK nastąpiło wydzielenie spółki Szczecińskie Przedsiębiorstwo Autobusowe „Dąbie”, której siedzibą stała się baza autobusowa przy ul. Andrzeja Struga.

## Obsługiwane linie
Na zlecenie Zarządu Dróg i Transportu Miejskiego, według stanu z 1 lipca 2024 r., spółka obsługuje następujące linie autobusowe: 54, 56, 61, 62, 64, 65, 66, 67, 72, 73, 77, 79, 84, 87, 91, 93, 94, 96, 97, pospieszne A (wspólnie z PKS Szczecin), B i C oraz nocne 533 i 534.